# Ivenca
Ivenca je naselje v Občini Vojnik.

## Prebivalstvo
Etnična sestava 1991:
- Slovenci: 150 (98,9 %)
- Hrvati: 2 (1,1 %)

## Kultura
Ob glavni cesti Vojnik - Frankolovo se nahaja gostilna Novi Svet, tj. bivša gostilna Zotl.
Ivenca ima tudi konjeniški klub.

## Gospodarstvo
Ivenca ima vulkanizerstvo.